# Banswara (distrikt)
Banswara är ett distrikt i den indiska delstaten Rajasthan. Den administrativa huvudorten är staden Banswara. Distriktets befolkningen uppgick till 1 501 589 invånare vid folkräkningen 2001, på en yta av 5 037 km².

## Administrativ indelning
Distriktet är indelat i fem tehsil, en kommunliknande administrativ enhet:
- Bagidora
- Banswara
- Garhi
- Ghatol
- Kushalgarh

## Urbanisering
Distriktets urbaniseringsgrad uppgick till 7,15 % vid folkräkningen 2001. Distriktets tre städer är huvudorten Banswara samt Kushalgarh och Partapur.